# Mario Pantaleo
Giuseppe Mario Pantaleo, José Mario Pantaleo o Padre Mario (1 de agosto de 1915 - 19 de agosto de 1992) fue un sacerdote italiano, nacido en Pistoia que vivió la mayor parte de su vida en Argentina. Mario Pantaleo fue bien conocido como sacerdote sanador y por su obra en favor de los pobres y desposeídos de González Catán, Partido de La Matanza siendo popularmente conocido como Padre Mario. Era también Licenciado en psicología y filosofía.
La causa para su beatificación y futura canonización fue abierta el 22 de noviembre de 2021, siendo conocido desde entonces con el título de Siervo de Dios.

## Su vida
Giuseppe Mario Pantaleo nació en Pistoia, Italia, el 1 de agosto de 1915, en el N.º 1 de la Piazzetta Santo Stefano.
La familia estaba compuesta por su padre Enrico, su madre Ida Melani y sus hermanos Andrés, Inés y Salvador. Su padre, Don Enrico, administraba bienes de la familia Pazzi, entre ellos la lujosa propiedad donde vivían.   
Con los años las finanzas de los Pantaleo sufrieron un duro golpe, que sumado a la venta de la propiedad de los Pazzi y a la crisis de la postguerra, impulsaron a la familia a emprender viaje a Argentina, buscando un futuro mejor.
Llegan a Buenos Aires el 28 de enero de 1924 y se dirigen a la provincia de Córdoba, donde Salvador, hermano de Enrico, estaba afincado junto a su familia. Mario cursa segundo y tercer grado en el colegio Pio X de la ciudad de Córdoba. A mediados de 1927 lo trasladan al aspirantado Salesiano de Colonia Vignaud, al que concurrían los estudiantes de escuela primaria que expresan la voluntad de ser sacerdote.
Los hermanos emprendieron algunos negocios juntos pero no prosperaron. A comienzos de la década del '30 la familia Pantaleo regresa a Italia y se instalan en la ciudad de Arezzo.
En octubre de 1932, a la edad de 17 años, Mario ingresa en el seminario Diocesano de Arezzo en el que permanece varios años. Luego continuaría sus estudios en los seminarios de Viterbo y Salerno. 
Los bombardeos a Salerno durante la Segunda Guerra Mundial y la situación política de Italia fuerzan el cierre del seminario de Salerno, los seminaristas son trasladados a Matera, allí termina Mario sus estudios y es ordenado sacerdote. Siendo incardinado por el obispo diocesano de la región.
El 8 de diciembre de 1944 oficia su primera misa frente a familiares y amigos en Pomarico, donde estaba radicada su familia.
El 29 de julio de 1948, llega a Buenos Aires, regresando para siempre a Argentina. 
Se entrevista con las autoridades eclesiásticas del país y es destinado a Casilda, provincia de Santa Fe. Luego será trasladado a Rosario, Acebal y Rufino. Después de diez años de misión sacerdotal en la provincia de Santa Fe, en 1958 pide el traslado a la ciudad de Buenos Aires.
Allí se suceden varios destinos, en la Capellanía del Hospital Ferroviario y del Hospital Santojanni, y fundamentalmente en la Parroquia del Pilar, donde comienza a ser conocida por la sociedad de Buenos Aires su capacidad para diagnosticar y aliviar el sufrimiento físico y psíquico de las personas. A fines de los años sesenta esta virtud lo vuelve muy popular y la cantidad de gente que quiere entrevistarse con él torna difícil su permanencia en la Parroquia del Pilar. 
En esos años el Padre Mario visitaba la periferia de Buenos Aires y, ya retirado de la parroquia del Pilar, con sus pocos ahorros compró un terreno en un barrio muy humilde del partido de La Matanza, González Catán y comenzó a construir una pequeña casa.
A finales de la década del 60, conoce a Perla Gallardo, quien acude al Padre Mario buscando alivio a una enfermedad que los médicos consideraban incurable. Perla se compone y junto a su familia decide ayudar al Padre Mario en lo que era su sueño, construir una iglesia y una obra social en González Catán.
Consiguen donaciones, compran un terreno, contratan obreros y colocan la piedra fundacional en 1972. La construcción es terminada en pocos años y el Padre Mario comienza a celebrar la misa en la Capilla Cristo Caminante el 8 de diciembre de 1975.
Al mismo tiempo responde a la comunidad del barrio y a sus necesidades. Nace Cristo Caminate, Obra Social. Comienza por los dos extremos del ciclo vital, una guardería para los niños del barrio que quedaban solos cuando sus padres salían a trabajar o a buscar trabajo y un espacio de  encuentro y atención para los ancianos del barrio. Cuando los niños crecieron, pusieron en marcha un jardín de infantes, luego la escuela primaria y la escuela secundaria.
Además de Perla, muchos amigos se sumaron a la voluntad inquebrantable del sacerdote y con un método muy simple, seguir la realidad, las construcciones, los proyectos, los servicios para la comunidad, crecieron a un ritmo asombroso.
Entre 1976 y 1992, año de la muerte del Padre Mario, construyen gran parte de los 15.000 m² actuales. Además de las escuelas, pusieron en marcha la Policlínica Cristo Caminante, la escuela laboral para discapacitados Santa Inés, el centro de atención para mayores, el polideportivo, etc. Crean dos fundaciones: la fundación Pbro. J. Mario Pantaleo y la fundación Ntra. Sra. del Hogar que configuraron la estructura legal y operativa. 
Fueron años de un trabajo que no conocía límites de horarios, ni de esfuerzo. El Padre Mario se entregaba completamente a sus misiones, la misión pastoral y el alivio de los males de las personas y la construcción de la Obra. Demasiado para un cuerpo estragado por dificultades respiratorias desde la infancia.
El Padre Mario fallece en la ciudad de Buenos Aires el 19 de agosto de 1992.
Miles de personas acuden a la capilla ardiente y acompañan el cortejo a su primer destino en el Cementerio de la Recoleta y otros miles a su destino final en su Obra de González Catán un año después, donde hoy descansan sus restos.
Naturalmente el Padre Mario era el "padre" de la Obra, era su guía, era a través de quién se conseguían las donaciones, era su motor espiritual y operativo. Los que llevaban adelante su Obra, que ya funcionaba con muchos proyectos y servicios, empleados, proveedores, beneficiarios, etc. entran en una fase de angustia por el futuro.
Los albaceas testamentarios, junto con los Consejos de Administración de ambas fundaciones, tomaron las decisiones oportunas para hacer sostenible semejante herramienta de desarrollo social y comunitario.
Se creó una estructura funcional basada en dos direcciones, General y Social, y en áreas operativas focalizadas en cada temática específica que abarcaban las acciones de la Obra: Educación, Salud, Comunidad, Deportes, Cultura, Discapacidad, estructura que se mantiene hasta la actualidad.

## La Obra del Padre Mario
[...]todas estas obras que nosotros estamos viendo no son solamente el deseo de una persona que lo ha realizado. Una persona no hace sino que es la comunidad que hace. Y nosotros estamos buscando la comunidad, un cuerpo único, con un deseo único, con una voluntad única y con un sacrificio único[...]

Es un gran conglomerado de proyectos y servicios orientados a la comunidad de González Catán. En 2015 abarca actividades de Educación formal, no formal y de formación laboral con más de 3000 alumnos desde jardín de infantes a carreras universitarias, atención médica ambulatoria con más de 40 000 consultas al año, actividades de atención a la tercera edad con 75 abuelos en el centro de día, atención a la discapacidad con casi 300 beneficiarios en González Catán, ciudad de Buenos Aires y ciudad de Santa Fe, un polideportivo al que concurren más de 5000 usuarios. Y, 250 000 personas al año visitan el mausoleo donde descansa el Padre Mario y el museo construido en su honor y memoria, etc.
En la Obra trabajan casi 600 personas, entre ellas muchos jóvenes formados en nuestras escuelas e institutos. La vida de centenares de familias del barrio ha girado en torno al sueño del Padre Mario: padres que han estudiado en nuestros colegios, que hoy son trabajadores de la Obra, que se casaron y sus hijos son alumnos de nuestras escuelas, etc. el ciclo de la vida completo.
No es fácil llevar adelante todo esto.
Miles de amigos y colaboradores ponen algo de sí para que todo siga su curso y crezca. La comunidad de González Catán, los trabajadores de la Obra, donantes particulares, empresas, voluntarios, usuarios de los servicios, familias, gobiernos, ONG, amigos de todo el país y también del exterior, lo hacen posible....

## Milagros y Vida en González Catán
Cuando llegué por primera vez a González Catán, solo encontré un barrio opaco y gris, estragado por la pobreza y la marginalidad, un lugar desértico. En mi interior, una voz muda me decía que tenía una importante misión que cumplir.

En 1958 Padre Mario decide viajar a Buenos Aires para estudiar filosofía, una vieja pasión de toda la vida. Él escribió al cardenal Caggiano pidiéndole ser transferido y luego que su transferencia fue aceptada fue puesto a cargo del Hospital Ferroviario. Fue en este momento en el que Pantaleo comenzó a ser conocido como cura sanador, atendiendo a un número creciente de personas en su pequeño departamento de Floresta.
De tanto andar, en el padre Mario comienza a surgir la idea de adquirir un terreno en González Catán y afincarse allí, pero antes quería ser autorizado a dar misa en el lugar. La fama de cura sanador que se había ganado hizo que las autoridades eclesiásticas fuesen renuentes a darle una capilla en el lugar.
Durante nueve años, además de su trabajo en el Hospital Ferroviario y como sacerdote asistente de la iglesia de Nuestra Señora del Pilar, Mario Pantaleo dormía en un baño del subsuelo del Hospital Santojanni, donde había logrado ser asistente del capellán. 
Ricos y pobres siguieron visitando al padre Mario para buscar sanación. Personajes como el historiador Félix Luna, el escritor Ernesto Sabato, la empresaria Amalia Fortabat, expresidentes como Carlos Menem y Arturo Frondizi, y el dictador Jorge Rafael Videla, entre muchos otros personajes famosos.[cita requerida]
El padre Mario atribuía las milagrosas curas a Dios y él se definía solo como la "guitarra" siendo Dios el "guitarrero".
En 1972 coloca la piedra fundamental de la Iglesia Cristo Caminante que se inaugura tres años más tarde, luego viene la construcción de la Guardería, el jardín de infantes, la escuela primaria y secundaria, la escuela para discapacitados, el polideportivo, el centro de atención a mayores, la panadería, el centro de capacitación laboral, entre otros.
Su último milagro en vida fue hecho en el Hospital Ferroviario en donde pasó los últimos días de su vida. Acostado en su cama el padre Mario bendijo varias veces a su compañera de cuarto la jovencita estadounidense Amanda Salas de 16 años de edad, que estaba cuadripléjica y con respirador artificial. Un par de años después, en San Diego (California), Amanda pudo levantarse de su silla de ruedas.
El 19 de agosto de 1992, a pocos días de haber celebrado sus 77 años, muere en la Ciudad de Buenos Aires. Los días que dura su velatorio en su querido González Catán más de quince mil personas pasan doloridas frente a la capilla ardiente. Enterrado inicialmente en el Cementerio de la Recoleta, el 8 de mayo del año siguiente, más de 15.000 personas acompañaron sus restos a su destino final: el mausoleo en su fundación principal, en González Catán.
Los milagros del padre Pantaleo siguieron después de muerto. El caso más espectacular es del Sr. Mario Sancho que luego de un ACV quedó hemiplégico. El 19 de agosto de 2002 —al cumplirse los diez años del fallecimiento del padre Pantaleo— el Sr. Sancho salió de su hogar con la intención de suicidarse. Cuando se encontraba en la calle, un hombre regordete y bajito, al que luego reconocería como Pantaleo, sale a su encuentro y le toca el rostro y en ese mismo instante el Sr. Sancho comienza a caminar con toda normalidad.

## Su vida en el cine
En el año 2006 la vida del Padre Mario fue llevada al cine al estrenarse la película Las manos, dirigida por Alejandro Doria, con Jorge Marrale como el Padre Mario y Graciela Borges como Perla, su asistente y mano derecha.